# Quidditch-Weltmeisterschaft 2014
Die Quidditch-Weltmeisterschaft 2014, damals noch als Summer Games (deutsch Sommerspiele) bekannt, war das zweite Turnier für Nationalmannschaften auf internationaler Ebene, die vom 19. Juli bis zum 20. Juli im Burnaby Lake Sports Complex West in Burnaby, Kanada stattfand. In diesem Jahr sollten acht Mannschaften an der Weltmeisterschaft teilnehmen, aufgrund von Geldmangel der italienischen Nationalmannschaft konnten die Sportler nicht teilnehmen, da die Spendenaktion nicht erreicht wurde. Erstmals haben Belgien und Mexiko an der Weltmeisterschaft teilgenommen
Die Vereinigten Staaten gewann das Finale gegen Australien mit 210*-0 und wurde zum zweiten Mal in Folge Quidditch-Weltmeister. Den dritten Platz belegte die Mannschaft Kanadas.

## Teilnehmer
| Vereinigte Staaten     | 2012 |
| Australien             | 2012 |
| Kanada (Gastgeber)     | 2012 |
| Frankreich             | 2012 |
| Vereinigtes Königreich | 2012 |
| Belgien                |      |
| Mexiko                 |      |

## Gruppenphase
| Rang | Team                   | S | N | Diff | Qualifikation       |          | Belgien | Frankreich | Mexiko  | Vereinigtes Konigreich | Kanada  | Australien |
| ---- | ---------------------- | - | - | ---- | ------------------- | -------- | ------- | ---------- | ------- | ---------------------- | ------- | ---------- |
| 1    | Vereinigte Staaten     | 6 | 0 | +780 | Finale              | 150*– FF | 250*–20 | 220*–10    | 150*–0  | 130–70*                | 130*–20 |            |
| 2    | Australien             | 5 | 1 | +390 | Finale              | 160*–0   | 160–90* | 140–70*    | 80–50*  | 70*–40                 |         |            |
| 3    | Kanada                 | 4 | 2 | +340 | Spiel um Platz drei | 70–30*   | 170*–20 | 230*–10    | 100*–20 |                        |         |            |
| 4    | Vereinigtes Königreich | 3 | 3 | −70  | Spiel um Platz drei | 90*–20   | 130*–50 | 140*–40    |         |                        |         |            |
| 5    | Mexiko                 | 2 | 4 | −480 | Spiel um Platz fünf | 150*–80  | 110*–60 |            |         |                        |         |            |
| 6    | Frankreich             | 1 | 5 | −440 | Spiel um Platz fünf | 140*–60  |         |            |         |                        |         |            |
| 7    | Belgien                | 0 | 6 | −450 |                     |          |         |            |         |                        |         |            |

## Finale Phase
| Spiel um Platz 5   | Spiel um Platz 5 | Spiel um Platz 5       |
| ------------------ | ---------------- | ---------------------- |
| Mexiko             | 90*–80           | Frankreich             |
| Spiel um Platz 3   |                  |                        |
| Kanada             | 70*–40           | Vereinigtes Königreich |
| Finale             |                  |                        |
| Vereinigte Staaten | 210*–0           | Australien             |